# Río Bhima
El río Bhima (en hindi: भीमा नदी,  que significa, el Terrible) es un largo río de la India, el afluente más importante del río Krishna, que vierte sus aguas en el golfo de Bengala. Tiene una longitud de 725 km y drena una cuenca de 48.631 km², similar a países como República Dominicana, Eslovaquía o Bután. 

## Geografía
El río Bhima se origina en las montañas Bhimashankar, cerca de la ciudad de Karjat (217 363 hab. en 2001), en la vertiente occidental de los Ghats occidentales, conocido como Sahyadri, en el estado de Maharashtra. El Bhima fluye en dirección sureste recorriendo 725 kilómetros a través de los estados de Maharashtra, Karnataka y Andhra Pradesh. El Bhima es el afluente más importante del río Krishna, que es uno de los dos ríos mayores en Maharastra (el otro es el río Godavari). El Nira confluye con el Bhima en Narsingpur, Solapur. Las riberas del Bhima están densamente pobladas y forman una fértil región agrícola.
El Bhima recibe muchos ríos más pequeños, como el Kundali, Kumandala,  Ghod, Bhama, Indrayani, Mula-Mutha (142 km) y Pavna. De ellos, el  Indrayani, Mula-Mutha  y Pawana fluyen a través de Pune y el Pimpri Chinchwad de los límites  de la ciudad. Chandani, Kamini, Moshi, Bori, Sina, Man, Bhogwati y Nira  160 km) son los principales tributarios del río en Solapur.
El  área total de la cuenca del Bhima es de 48.631 km². La población residente en las  orillas del Bhima es de aproximadamente 12,33 millones de personas  (1990) con 30,90 millones de personas estimadas para el año 2030. El  setenta y cinco por ciento de la cuenca se encuentra en el estado de  Maharashtra.
El río es propenso a inundaciones debido a las fuertes lluvias durante el monzón. En 2005 hubo severas advertencias de inundaciones.

## Templos

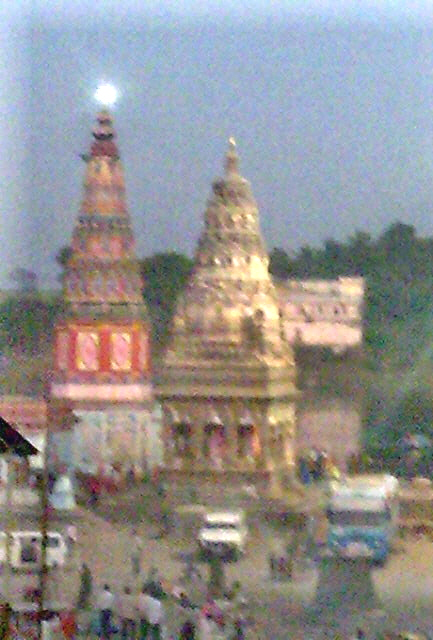
Uno de los templos localizados a orillas del Bhima, en la ciudad de Pandharpur

- Bhimashankar uno de los doce estimados santuarios Jyotirlinga.[4]
- Siddhatek, Siddhivinayak templo de Ashtavinayak Ganesh.
- Templo Pandharpur Vithoba, en el distrito de Solapur.
- Templo Sri Dattatreya, Ganagapura, distrito de Gulbarga, Karnataka.
- Templo Sri Kshetra Rasangi Balabheemasena, en Rasanagi, Jevargi Taluq, distrito de Gulbarga, Karnataka.

## Presas
Presa Ujani.